# Štvrtok na Ostrove
Štvrtok na Ostrove este o comună slovacă, aflată în districtul Dunajská Streda din regiunea Trnava. Localitatea se află la altitudinea de 128 m deasupra n.m., se întinde pe o suprafață de 13,07 km2 și în 2017 număra 1.758 de locuitori. Se învecinează cu Čakany, Hubice, Mierovo, Kvetoslavov, Miloslavov și Tomášov, Most pri Bratislave, Malinovo, Senec și Tomášov.

## Istoric
Localitatea Štvrtok na Ostrove este atestată documentar din 1206.

## Demografie
| An:                | 1994 | 2004   | 2014   | 2024   |
| ------------------ | ---- | ------ | ------ | ------ |
| Număr de persoane: | 1624 | 1733   | 1756   | 1740   |
| Diferență:         |      | +6,71% | +1,32% | −0,91% |

| An:                | 2023 | 2024   |
| ------------------ | ---- | ------ |
| Număr de persoane: | 1720 | 1740   |
| Diferență:         |      | +1,16% |